# Polly Pocket (série de televisão)
Polly Pocket é uma série de televisão animada produzida para a Family Channel pela Mattel, com a DHX Media animando a série. A série, baseada na boneca de mesmo nome, conta com uma menina chamada Polly, que tem um medalhão mágico que permite que ela e seus amigos encolham até um tamanho pequeno.
A primeira temporada do programa estreou no Family Channel no Canadá e na Netflix nos Estados Unidos em 8 de julho de 2018 e 1º de maio de 2020 [6  e na televisão americana via Universal Kids em 1º de julho de 2019, com o último exibindo a segunda temporada para o ar ao lado dele consecutivamente.  Em 13 de junho de 2019, a WildBrain anunciou uma segunda temporada em desenvolvimento com a Mattel  com a publicação voltada para a mídia infantil, The Toy Book , revelando em 20 de outubro de 2020 que a Mattel e a WildBrain renovaram a série para mais episódios sem informar se era para uma nova temporada ou não;  a segunda temporada do programa foi lançada na Netflixem 15 de novembro de 2020. Da terceira temporada até o momento, a série mudou permanentemente para a Netflix, mas ainda manteve o acesso gratuito aos episódios no YouTube. A terceira temporada, como Polly Pocket: Rainbow Funland Adventures estreou em 29 de setembro de 2021  e 9 de janeiro de 2022 em metades iguais de episódios e a quarta temporada, como Polly Pocket: Summer of Adventure , foi lançada em 1º de abril de 2022 e 1º de agosto de 2022 – tudo na Netflix nos EUA 

## Personagens

### Principal
- Emily Tennant como Polly Pocket – Uma criança gênio de 11 anos com sede de aventura e que quer ajudar as pessoas. Ela caiu na Terra e herdou seu medalhão de sua avó Penelope Pocket, tentando manter em segredo sua capacidade de encolhimento para evitar que alguém o usasse para obter seu poder.
- David A. Kaye como Pierce Gregory Pocket - irmão de 16 a 17 anos de Polly. É revelado que ele faz KerPow, no episódio 6, e que trabalha para o dono da loja Peanut como entregador que se tornou gerente assistente no episódio 10. Ele é dono de um ouriço chamado Blossom. Polly e Pierce parecem ficar mais próximos após a revelação do medalhão de bolso. Pierce se prepara para ir para a faculdade na Cosmopolitan City University na 4ª temporada.
- Shannon Chan-Kent como Lila Draper  - amiga experiente em moda de Polly, descendente de escoceses, que costuma exclamar usando termos e peças da moda. Ela adora moda e acha que encolher pode ser chique. Ela começa a aprender KerPow a partir da segunda temporada.
- Kazumi Evans (temporadas 1 e 2) e Cherlandra Estrada (temporadas 3 e 4) como Shani Smith - Uma nerd de ficção científica afro-americana que antes tinha medo do palco, Shani atua como pacificadora e cérebro do grupo. Seu programa favorito é "Y-Girls" e ela é uma seguidora do vlog de Nicolas.

- Vincent Tong como Nicolas "Nic" Wells  – Um garoto da classe de Polly que tenta investigar o paranormal. No final do meio da temporada, ele descobre o segredo das garotas, mas no episódio 11, ele se torna o quarto membro do pelotão e o melhor amigo de Polly quando os ajuda a frustrar Griselle, e o plano de Gwen para ser prefeito e assumir a cidade e prometer para manter o segredo das meninas seguro.

- Rhona Rees como a duquesa Bella "Big" Bigowski - rival KerPow de Lila que se tornou amiga que aparece na 2ª temporada e se junta ao pelotão como seu quinto membro. Foi revelado que Bella vem da nobreza, com o título de Duquesa. Conhecido por dizer, "shorts de ginástica".

- Advah Soudak como Hamal

### Recorrente
- Ellen Kennedy como Penelope Pocket - avó de Polly e portadora anterior do medalhão de bolso. Ela se casa com Richard na 3ª temporada.

- Maryke Hendrikse como Pamela Pocket, a mãe de Polly, e Paxton Pocket, irmão mais novo de Polly que era o único parente de Polly além da vovó Penelope que conhece o segredo de Polly até o final da 3ª temporada e começa a frequentar a pré-escola Le Fancy Pants a partir da 4ª temporada .

- Ian Hanlin como Peter Pocket, pai de Polly, e Austin Summers, amigo de Pierce

- Terry Klassen (temporada 2) e Dhirendra (temporadas 3-4) como Richard - Um homem que Penelope Pocket faz amizade e se envolve romanticamente, casando-se na temporada 3. Mais tarde, ele fica sabendo do segredo da família Pocket na temporada 4.

- Rhona Rees como Prudence Pocket - A ancestral de Penelope e Polly Pocket. Ela descobriu várias cores de Pockite - roxo (encolhendo e crescendo), verde (transporte entre mundos), laranja (mudança de forma) e azul (escudos).

- Patricia Drake como Griselle Grande - Uma mulher de 60 anos da Inglaterra, ela era a colega de quarto de Penelope na faculdade que descobriu as habilidades do medalhão de bolso com Penelope e tentou tirá-lo deles. Os dois lutaram, mas quebraram o medalhão, fazendo com que Griselle ganhasse depois que os dois seguiram caminhos separados. Ela passou anos usando sua ciência para replicar seus poderes, mas falhou, até o dia em que descobriu que Polly Pocket o havia encontrado e reativado seus poderes. Ela e Gwen agora tentam pegar o medalhão para conquistar Littleton encolhendo seus cidadãos e prendendo-os em uma cidade modelo chamada "Grandeville". Ela finalmente é presa no final do episódio 13 (11 na ordem de produção), depois que seu plano de se tornar a nova prefeita da cidade, roubar o medalhão de Polly e encolher a cidade enquanto a cobria em uma bolha de energia falhou, e Nicholas ajudou Lila e Shani. expor os planos secretos de Griselle para o mundo. Mas depois de fazer serviço comunitário, ela retoma sua busca pelo medalhão enquanto também quer se vingar de Polly e seus amigos, começando no episódio 15 em diante. Ela e Gwen não aparecem na última temporada da série.

- Rhona Rees como Gwen Grande - neta de Griselle Grande e rival que virou amiga de Polly, rival de Polly dentro e fora da escola. No 7º episódio da série, "Con Job", ela realmente ajuda as garotas a escapar para evitar que Griselle estrague seu dia de folga na caça a Polly. Ela e sua avó não aparecem nas temporadas posteriores da série.

- Kathleen Barr como Grunwalda Grande - O ancestral irlandês de Griselle e Gwen Grande.

- Maryke Hendrikse como Melody - Uma cantora pop adolescente que se torna a aliada das garotas no episódio 2, quando é resgatada por Polly por meio de seu medalhão. Após o piloto de duas partes, ela não reaparece até o final da 3ª temporada.

- Germain como CJ, amiga de Lila, Melissa Militant, uma rígida líder de tropa de escoteiras que faz as coisas de maneira militar, e Darlene D'Cornia

- Shannon Chan-Kent como Cheryl

- Ian Hanlin como Peanut - Dono de um restaurante conhecido por fazer cupcakes. Pierce Pocket trabalha para ele como entregador e, posteriormente, como gerente assistente no 11º episódio da série.

- Kathleen Barr como Tori (Tanisha), prima mais velha de Shani e Belladonna Bigowski, avó e homônima de Bella, mãe de seu pai e matriarca da família Bigowski.

- Vincent Tong como Major Kisser

- Peter Kelamis como Nathaniel D'Cornia, dono da Rainbow Funland, e Mr. Quidnunc

- Sam Vincent como Oficial McPherson

- Michael Daingerfield como Sr. Moneyweather

- Maryke Hendrikse como Sra. Mense

- Shannon Chan-Kent como Sun, uma gerente de spa, e Brandon, um menino que Lila ajuda a ensinar Kerpow, e Fatima

- Scott McNeil como Diretor Mondo - O diretor peculiar, excêntrico, mas bastante rígido da escola primária.

- Nicole Oliver como Miss Fuss, uma professora substituta na escola de Polly, e Sra. Demeter

- Chiara Zanni como Blair Delaware - Uma estrela da mídia social pela qual Lila tem admiração.

- Cherlandra Estrada como Sra. Smith, mãe de Shani; Sra. Verité; Dr. Laguna, biólogo do Littleton Aquarium.

- Kelly Sheridan como Maxine Morningside, uma repórter de notícias, e Margot Monrovia

- Emily Tennant como Mágica

- Kiomi Pyke como Ava

- Paul Dobson como Sr. Bigowski, pai de Bella, e Lord Edward, assistente de Belladonna.

- Diana Kaarina como Sra. Bigowski - mãe de Bella.

- Cecilia Bigowski - tia-avó de Big.

- Alexandra Quispe como Ricki Roller, ex-rival de Pamela Pocket, e Jordan

- Ingrid Nilson como Coco e Vera Draper - irmãs gêmeas de Lila.

- Mark Hildreth como Sr. Draper - O pai de Lila, Coco e Vera.

- Mayumi Yoshida como Grandmaster Khan - professora Kerpow de Lila e Bella.

- Annie Chen como Hazel - a jovem neta do Grande Mestre Khan. Ela fica sabendo do medalhão de Polly e promete não contar.

- Alvin Sanders como Marvin - O teimoso diretor dos Jogos de Littleton.

- Rebecca Husain como Ice Cream Irene - uma adolescente que serve sorvete nos Jogos de Littleton que Polly revela seu segredo.

- Maria J. Cruz como Consuela Fargo – Uma mulher do Animal Control.

- Nicole Anthony como Sunny Moon - Uma mulher atlética que compete nos Jogos de Littleton. Ela é especialista em muitos esportes, incluindo vôlei e basquete, entre outros.

- Brenda Crichlow como Diretora Snootykins - Chefe da pré-escola Le Fancy Pants.

- Jesse Inocalla como Jethro, professor da pré-escola Le Fancy Pants e Sam

- Brian Drummond como Bigfoot, um residente da Área Fifty-None, e Bill, uma criatura morcego.

- Ian James Corlett como Fred - Um Leprechaun .

- Ashleigh Ball como Rosie - Uma pequena alienígena de Plutão.

- Aria DeMaris como Carmen

- Genevieve - Uma tartaruga alienígena amiga de Esopo.

- Nicole Anthony como Frances - Uma fada do dente em treinamento; Monroe - uma sereia

- Kira Tozer como Dra. Merriweather

- Adam Nurada como Benedict Cobb

- Erin Mathews como Audrey

- Marco Grazzini como Matteo, um antigo rival de Richard.

- Mermaid Queen, mãe de Monroe e governante do Mermaid Kingdom.

- Rainha Madelyn, uma sereia que conhece Prudence Pocket.

### Vilões
- Kathleen Barr como Barb Payne - A vilã de The Con Job , uma ex-atriz que está com raiva de seu colega de elenco, Rocco Sage, por ter sido escalada para um filme depois que Barb foi cortada do filme. Ela sequestra Rocco e a amarra a um míssil, esperando que ela morra se o míssil não for lançado. Shani tenta argumentar com Barb, mas ela não se convence e não acredita nela. Mais tarde, ela é presa.

- Germain como Paranormal Patty - Uma investigadora paranormal cuja única aparição até agora é em "Pocket Poltergeist" quando Pierce, acreditando ter sido assombrado por um fantasma, a chama, sem saber que era o Pocket Posse pregando uma peça. Além de seu equipamento quase dedurar o segredo de Polly, ela tentou destruir a Pocket House em uma tentativa de se livrar do fantasma antes que Polly conseguisse que ela e Pierce o "banissem" (na verdade, Shani por meio de dublagem e efeitos especiais). , com uma dança espiritual.

- Jason Michas como Devin - Um adolescente que pensa que é o rei do bowl avançado. Ele é visto pela primeira vez no episódio Amor Fraternal. Devin acha que Polly e as outras crianças deveriam ficar na tigela infantil, mas Polly não gosta da ideia dele, então eles decidem dar um passeio de skate.

- Sr. Scheeman - Um empresário obscuro que enganou Nicolas a viajar para a Ilha do Homem Quase Morto, esperando que o vlog do menino espalhasse rumores sobre um templo assombrado e impedisse que empresas concorrentes criassem raízes lá. Seu guindaste magnético fez com que os poderes de Polly falhassem até que Shani o encontrou e o desativou. Ele roubou uma amostra de cabelo "Pé Grande" genuíno de Nic até que Shani o roubou de volta em segredo.

- Tosca Hopkins como Carla Carson - Helpmate para o Sr. Scheeman

- Emily Tennant como Ruth

- Travis Turner como Augusto

- Shannon Chan-Kent como Cordélia

- Brian Doe como Chad

- Ian Hanlin como Squid Lord, um inimigo do Mermaid Kingdom

## Episódios
1. Unpower des Tiny: Part 1
2. Unpower des Tiny: Part 2
3. Bumpy Rida